# Caso Henri Martin
El caso Henri Martin fue un escándalo político-militar sucedido bajo la Cuarta República Francesa durante la Guerra de Indochina.
Henri Martin, un activista comunista francés (PCF), fue arrestado por la policía militar por sabotaje, desde marzo de 1950 hasta agosto de 1953.
Martin había sido enviado a la Indochina Francesa en 1945 como marinero, esperando pelear contra la ocupación japonesa, aunque dichas fuerzas ya habían sido desarmadas cuando Martin llegó. Estuvo presente en el bombardeo francés de Haiphong, en la actual Vietnam, el 23 de noviembre de 1946. Luego presentó su renuncia, que fue rechazada, aunque finalmente volvió a Toulon.
En Toulon, en coordinación con los comunistas de Var, empezó con trabajos de propaganda en la armería, distribuyendo folletos que impulsaron a los marineros a demandar un completo e inmediato cese de hostilidades en Indochina.
La policía militar lo arrestó el 13 de marzo de 1950 por complicidad en un sabotaje. Aunque finalmente fue hallado inocente, el 20 de octubre el tribunal naval de Brest lo condenó a cinco años de confinamiento por distribuir propaganda en contra de la guerra de Indochina.
Aunque la pertenencia de Martin al movimiento comunista no era conocida públicamente, los investigadores no tenían duda acerca de ello. Durante este tiempo fueron arrestados muchos activistas por sus acciones ilegales en contra de la guerra de Indochina. Pero el caso de Henri Martin se destacó debido a la desproporcionada sentencia de cinco años por una simple actividad política contra el reglamento militar.
Martin se convirtió en el símbolo de la «lucha del pueblo francés contra la sucia guerra de Indochina». Por iniciativa del Partido Comunista Francés, así como de la élite intelectual y política, se formó un comité de defensa. Entre las figuras notables que apoyaron a Martin se encontraban Jean-Marie Domenach y su revista Esprit, Jean Cocteau y Jean-Paul Sartre, quien a finales de 1953 publicó un libro titulado El asunto Henri Martin.
La campaña contra la sentencia de Martin alcanzó su punto máximo con reuniones, manifestaciones y folletos en su apoyo. El 19 de mayo de 1951, la sentencia fue anulada, y cancelada formalmente el 19 de julio. A pesar de esto, Martin fue liberado el 2 de agosto de 1953.
Philippe Robrieux escribió que el caso de Martin tomó proporciones que evocaban a las del caso Dreyfus.